# Colinesterasa
Les colinesterases són una família d'enzims que catalitzen la hidròlisi del neurotransmissor acetilcolina a colina i àcid acètic, que és una reacció necessària per permetre que una neurona colinèrgica retorni al seu estadi de repòs després de la seva activació.

## Tipus
N'hi ha dos tipus:
- Acetilcolinesterasa (AChE), que es troba principalment en la sang i la sinapsi neuronal.[1]
- Pseudocolinesterasa (BChE o BuChE), es troba principalment al fetge.

## Història
El 1968, Walo Leuzinger et al. purificaren i cristal·litaren aquest enzim.
L'estructura en tres dimensions de l'acetilcolinesterasa va ser determinada el 1991 per Joel Sussman et al..

## Significança clínica
L'absència o mutació de l'enzim pseudocolinesterasa porta a una condició mèdica de deficiència que pot afectar la selecció dels anestèsics dentals.
L'elevació de pseudocolinesterasa en el plasma s'ha observat en el 90,5% infart de miocardi agut.
La presència d'acetilcolinesterasa en el fluid amniòtic es pot testar al principi de l'embaràs i pot confirmar diversos tipus de defecte en el fetus.
La Butiricolinesterasa es pot usar com a agent profilàctic contra l'enverinament pel gas nerviós i per altres organofosfats.

## Imatges

Acetilcolina
Colina
Àcid acètic
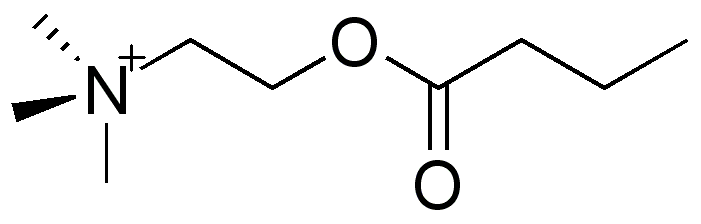
Butirilcolina